# Escolas de arquitetura e urbanismo no Brasil

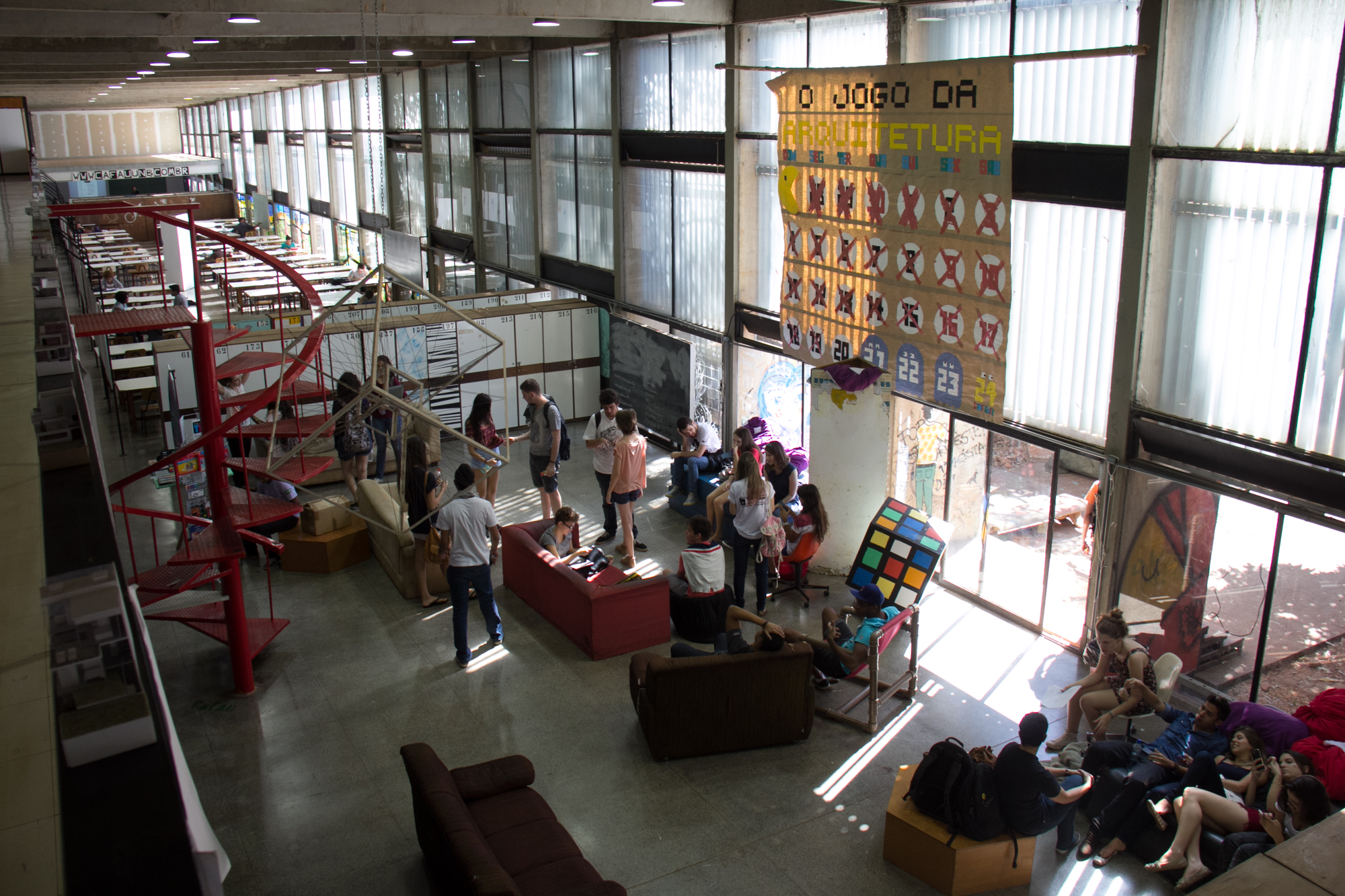
A Faculdade de Arquitetura e Urbanismo da Universidade de Brasília, em Brasília.

As escolas de arquitetura e urbanismo no Brasil são instituições de ensino superior com o objetivo de educar os alunos nos campos da arquitetura e do urbanismo e sua áreas correlatas. Os registros oficiais apontam para algo entre 650 e 780 escolas no país.

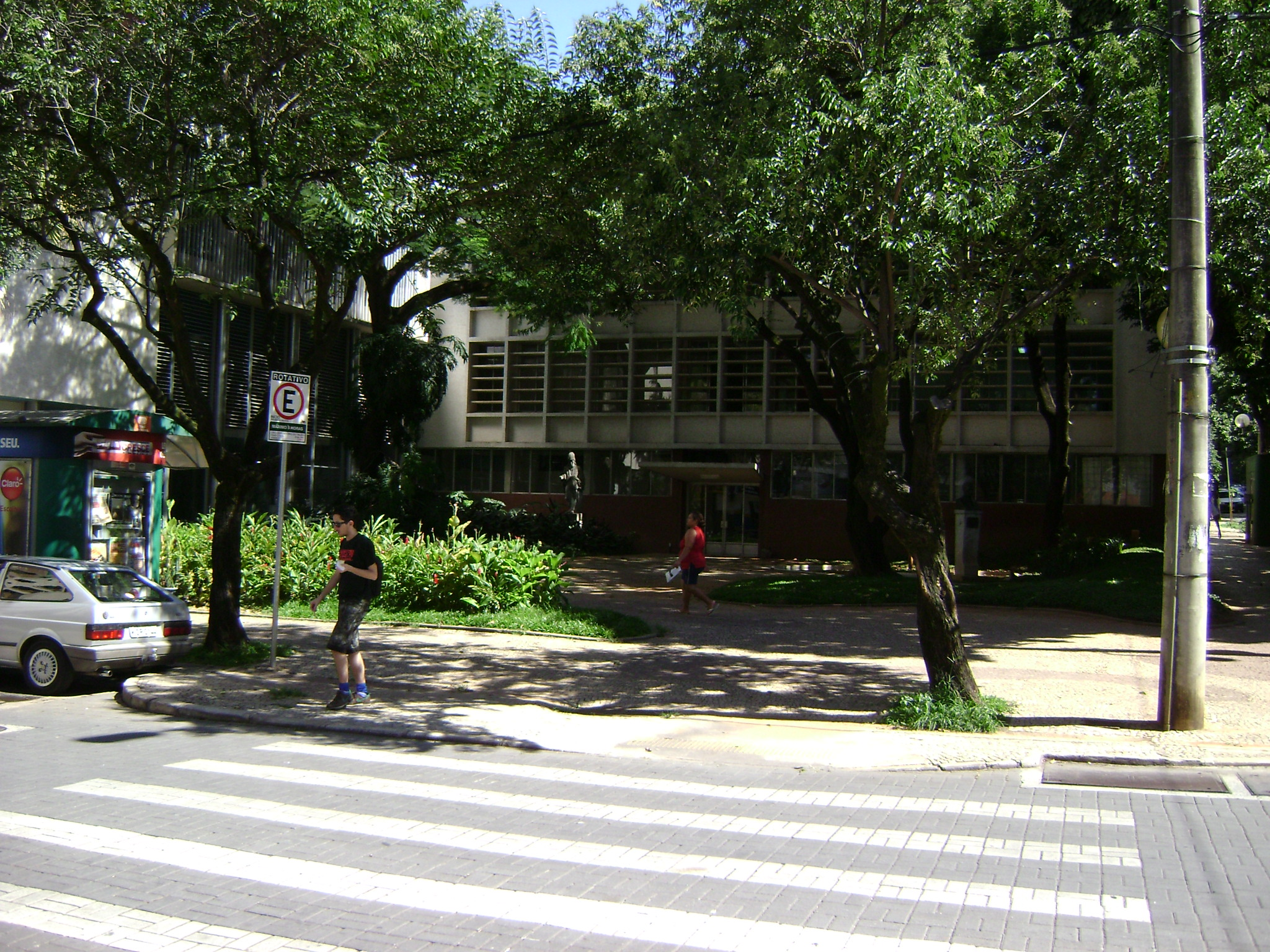
A Escola de Arquitetura da Universidade Federal de Minas Gerais, em Belo Horizonte.

Elas se organizam das mais variadas formas: como parte de uma universidade, tendo diferentes níveis de autonomia, ou como uma faculdade autônoma ou mesmo na polêmica modalidade de ensino a distância. Diferente de outros países, arquitetura e urbanismo são ensinados juntos e os formados recebem o título de arquiteto e urbanista - um único curso no Brasil, na UNEB, oferece apenas urbanismo.

## Números
Na última década, o número de escolas brasileiras mais que triplicou. Havia pouco mais de 200 escolas em 2011, e em 2019 o sistema e-MEC do Ministério da Educação tinha 772 escolas de arquitetura e urbanismo em atividade registradas, sendo destas 32 a distância. Entre as 740 presenciais registradas no MEC, 65 eram públicas e 675 particulares. No mesmo ano, o Conselho de Arquitetura e Urbanismo tinha 668 escolas registradas em seu sistema próprio, com São Paulo sendo o estado com mais escolas - 166, mais que o dobro de Minas Gerais, segundo colocado com 80 escolas.

## Níveis profissionais

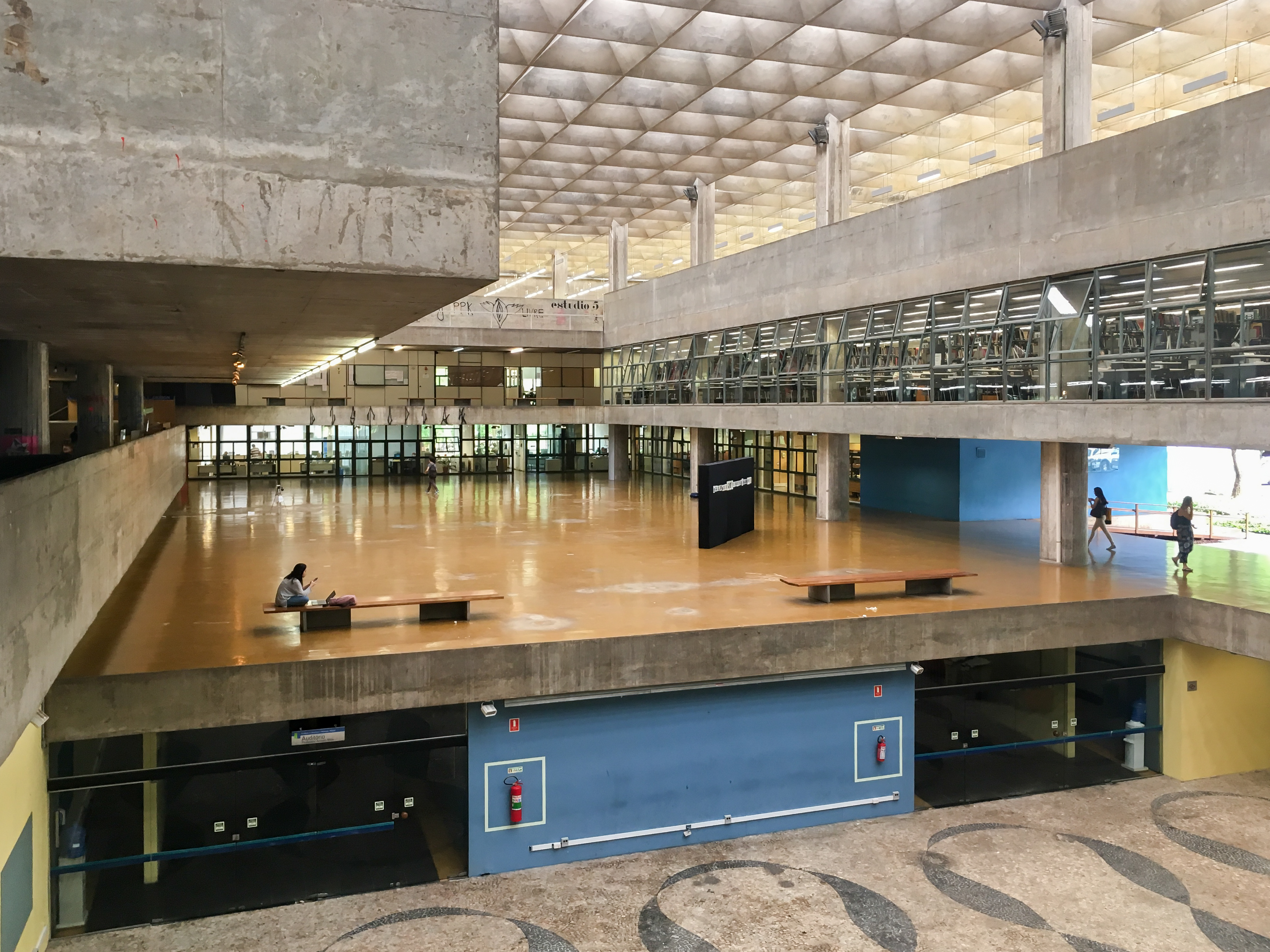
A Faculdade de Arquitetura e Urbanismo da Universidade de São Paulo, em São Paulo.

Para se tornar arquiteto e urbanista no Brasil, um estudante precisa concluir uma graduação em arquitetura e urbanismo. O curso tem duração mínima de cinco anos - alguns cursos duram mais como o da Escola da Cidade, de seis anos - e não é incomum um estudante passar mais tempo que o previsto na faculdade, em especial nas públicas.
A UNEB, em Salvador, oferece o único curso de urbanismo a parte da arquitetura no país, com duração mínima de 4 anos.
Após isso, outros níveis podem ser realizados, como o mestrado e o doutorado, muitos dos quais oferecidos pelas próprias faculdades de arquitetura que oferecem a graduação.

## Ensino a distância
A modalidade de ensino a distância gera polêmica dentro do campo da arquitetura e urbanismo, visto que as práticas e discussões em ateliês presenciais são consideradas, por muitos especialistas e entidades, essenciais para o entendimento da profissão, e também quanto a qualidade das aulas oferecidas. Em 2019, o MEC tinha autorizado a criação de 36 cursos a distância, com 9 em funcionamento, quando o Conselho de Arquitetura e Urbanismo decidiu recusar o registro profissional a alunos formados em cursos EaD. O CAU argumentou que as condições de aprovação dos cursos pelo MEC não levou em conta as recomendações do Conselho e que recebeu denúncias de estudantes que demonstravam "graves problemas de desempenho, avaliação e controle" nos cursos.

## Rankings

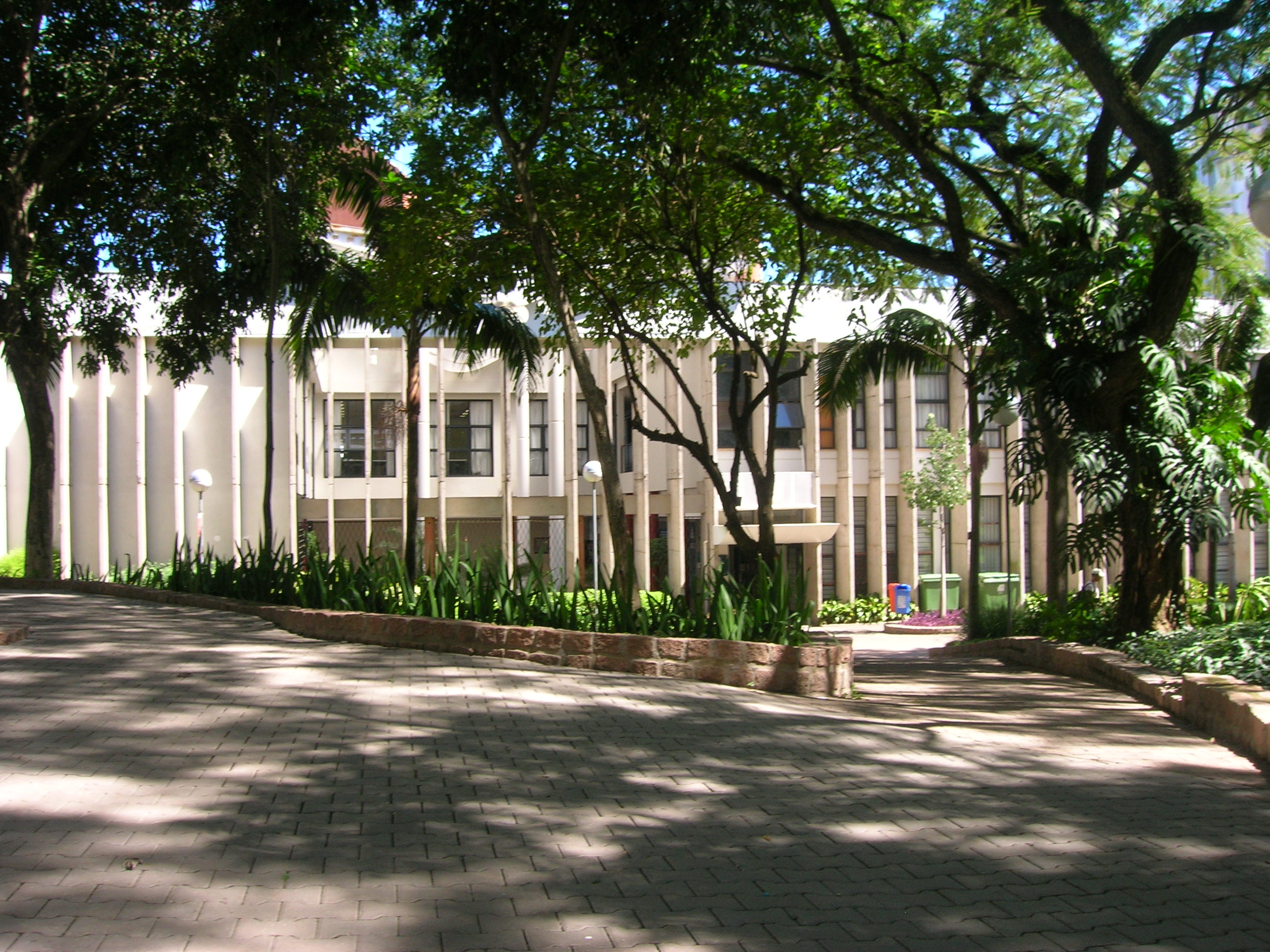
A Faculdade de Arquitetura e Urbanismo da Pontifícia Universidade Católica do Rio Grande do Sul, em Porto Alegre.

As mais notórias avaliações específicas para arquitetura são o Quacquarelli Symonds World University Rankings e o Ranking Universitário Folha da Folha de S.Paulo, além da avaliação do próprio Ministério da Educação, o Exame Nacional de Desempenho de Estudantes (ENADE).
No QS World University Rankings de 2019, a FAU-USP aparece em 44º lugar entre as 50 melhores universidades de arquitetura do mundo, sendo a segunda melhor latino-americana. A partir da 51ª posição, as universidades são colocadas em grupos: a FAU-UFRJ aparece no grupo entre a 51º e a 100º e os cursos da Unicamp e UFRGS aparecem no grupo entre 101º e 150º.
O Ranking Universitário Folha de 2019, que lista apenas as universidades brasileiras, tem nove públicas e uma particular entre as dez melhores. São elas, respectivamente: FAU-USP, EA-UFMG, FAU-UFRJ, FA-UFGRS, FAU-UnB, FEC-Unicamp, FAU-Mackenzie, CAU-UFPR, ARQ-UFSC e FAUFBA.
A prova mais recente do ENADE foi aplicada em 2019 a estudantes de cerca de quatrocentas escolas, e destas, apenas 28 atingiram o conceito 5, nota máxima da avaliação. Destas, 23 eram universidades federais - UFG, UFPR, UFRN, UFMG, UFSC, UFC, UTFPR, UFPB, UFRGS, UFF, UFMT, UFJF, UFES, UFPE, UFV, UFPI, UFSM, UFG, UFSJ, UFRJ e UnB - além de mais uma instituição federal, o IFSP; quatro eram universidades estaduais - Unicamp, UEM e dois campus da UNESP, em Bauru e Presidente Prudente - e duas eram instituições privadas, a FEITEP de Maringá e a Univali de Florianópolis. Porém, algumas universidades importantes como a USP não participam do ENADE, e o exame é muitas vezes questionado em seus métodos, além de já ter tido casos notórios de boicote como o que levou a UFF a cancelar o vestibular para arquitetura e urbanismo em 2013 após uma nota insuficiente proposital.